# Ройюш
Ройюш (порт. Róios)  —  населённый пункт и район в Португалии,  входит в округ Браганса. Является составной частью муниципалитета  Вила-Флор. По старому административному делению он входил в провинцию Траз-уж-Монтиш и Алту-Дору. Входит в экономико-статистический субрегион Доуру, который входит в Северный регион. Население составляет 176 человек на 2001 год. Занимает площадь 15,61 км².